# LiveJasmin
LiveJasmin (auch unter Jasmin.com bekannt) ist eine pornografische Website, die Live-Webcam-Auftritte anbietet, die in der Regel mit Nacktheit und/oder Sexualität verbunden sind.
Sie ist eine der größten Websites in dem Segment, die mit der größten amerikanischen Camming-Seite Chaturbate und der größten europäischen Camming-Seite BongaCams konkurriert. Die Inhalte lassen sich ebenfalls über eine mobile App für Android und iOS aufrufen.

## Inhalt
Auf der Website können sich Personen nackt und/oder in sexuellen Handlungen über eine Webcam in einem Live-Stream-Videochatroom zeigen, der von anderen gesehen und kommentiert werden kann.
Zuschauer können mit den Darstellern schriftlich, visuell oder durch einen Voice-Chat in öffentlichen oder privaten Räumen interagieren und kommunizieren. Durch ein Kategoriesystem ist es möglich, die Darsteller und Streams nach Aussehen, Alter, Sprache, dargestellter Sexualität und Fantasien, Videoqualität, Preis, Art der Show und weiteren Faktoren zu filtern.
Neben Amateurdarstellern sind auch bekanntere Pornodarsteller vertreten. Jeden Tag werden Awards für die beliebten Darsteller gegeben, die sich aus den Punktzahl errechnen, die von Nutzer vergeben wurden.
Es gibt kostenlose und kostenpflichtige Chaträume, die mit einer eigenen Währung bezahlt werden, die gegen Echtgeld erworben wird. In privaten Shows kann auch der Zuschauer seine Webcam aktivieren. In den privaten Chaträumen kann ebenfalls die Fernsteuerung von Vibratoren möglich sein.

## Statistiken und Daten
Die Website befindet sich gemessen am Alexa-Internet-Rang auf Platz 59 der meistaufgerufen Websites im Internet. In Deutschland liegt sie auf Platz 15, in der Schweiz auf Platz 7 und in Österreich auf Platz 29. Die meisten Nutzer kommen aus den Vereinigten Staaten, Europa und Indien. Da oft auf die Seite von anderen Pornoseiten weitergeleitet wird, besitzt sie eine hohe Absprungrate von 77,50 %.

## Geschichte
LiveJasmin wurde 2001 von dem ungarischen Unternehmer György Gattyán für das ungarische Inlandspublikum als jasmin.hu gegründet.
Im Jahr 2003 erlebte die Website ein signifikantes Wachstum und wurde schließlich mit der Jasmin Media Group als Holdinggesellschaft global tätig.
Im Jahr 2014 begann LiveJasmin mit Fernsehwerbung. Zwei ihrer Werbespots wurden von CBS während der 66. Primetime Emmys eingereicht und abgelehnt, was dazu führte, dass sie als „verbotene Werbespots“ im Internet kursierten.

## Auszeichnungen und Nominierungen
| Jahr | Preis       | Kategorie                                  | Resultat  |
| ---- | ----------- | ------------------------------------------ | --------- |
| 2007 | XBIZ-Awards | Live Video Chat of the Year                | Nominiert |
| 2009 | XBIZ-Awards | Live Video Chat of the Year                | Nominiert |
| 2010 | XBIZ-Awards | Live Video Chat of the Year                | Gewonnen  |
| 2011 | AVN Award   | Best Live Chat Website                     | Nominiert |
| 2011 | XBIZ-Awards | Live Cam Site of the Year                  | Nominiert |
| 2012 | AVN Award   | Best Live Chat Website                     | Nominiert |
| 2012 | XBIZ-Awards | Live Cam Site of the Year                  | Nominiert |
| 2013 | AVN Award   | Best Live Chat Website                     | Gewonnen  |
| 2013 | Venus Award | Best Live Cam Site (International)         | Gewonnen  |
| 2013 | XBIZ Awards | Live Cam Site of the Year                  | Nominiert |
| 2013 | XBIZ Awards | Mobile Site of the Year                    | Gewonnen  |
| 2013 | YNOT Awards | Best Live Cam Site                         | Gewonnen  |
| 2014 | AVN Award   | Best Live Chat Website                     | Nominiert |
| 2014 | XBIZ Awards | Live Cam Site of the Year                  | Gewonnen  |
| 2014 | XBIZ Awards | Mobile Site of the Year                    | Gewonnen  |
| 2015 | AVN Award   | Best Live Chat Website                     | Nominiert |
| 2015 | XBIZ Awards | Adult Site of the Year – Live Cam          | Nominiert |
| 2015 | AW AWARDS   | Live Camsite of the Year                   | Gewonnen  |
| 2016 | XBIZ-Awards | Adult Site of the Year — Live Cam (Europe) | Gewonnen  |
| 2016 | AW AWARDS   | Best Broadcaster Software                  | Gewonnen  |
| 2016 | AW AWARDS   | Premium Camsite of the Year                | Gewonnen  |
| 2016 | AW AWARDS   | Live Camsite of the Year                   | Gewonnen  |
| 2017 | AW AWARDS   | Best Online Support                        | Gewonnen  |
| 2017 | AW AWARDS   | Live Camsite of the Year                   | Gewonnen  |